# Pararaphidoglossa proxima
Pararaphidoglossa proxima är en stekelart som först beskrevs av Fox 1899.  Pararaphidoglossa proxima ingår i släktet Pararaphidoglossa och familjen Eumenidae. Inga underarter finns listade i Catalogue of Life.